# Vérkhniaia Toima
Vérkhniaia Toima (en rus: Верхняя Тойма) és un poble de l'óblast de Kírov, a Rússia, segons el cens del 2010 tenia 200. Pertany al districte (raion) de Viàtskie Poliani.